# Dendrophylax
Dendrophylax là một chi thực vật trong họ Lan (Orchidaceae), có nguồn gốc từ Mexico, Trung Mỹ, Tây Ấn và Florida.

## Hình ảnh

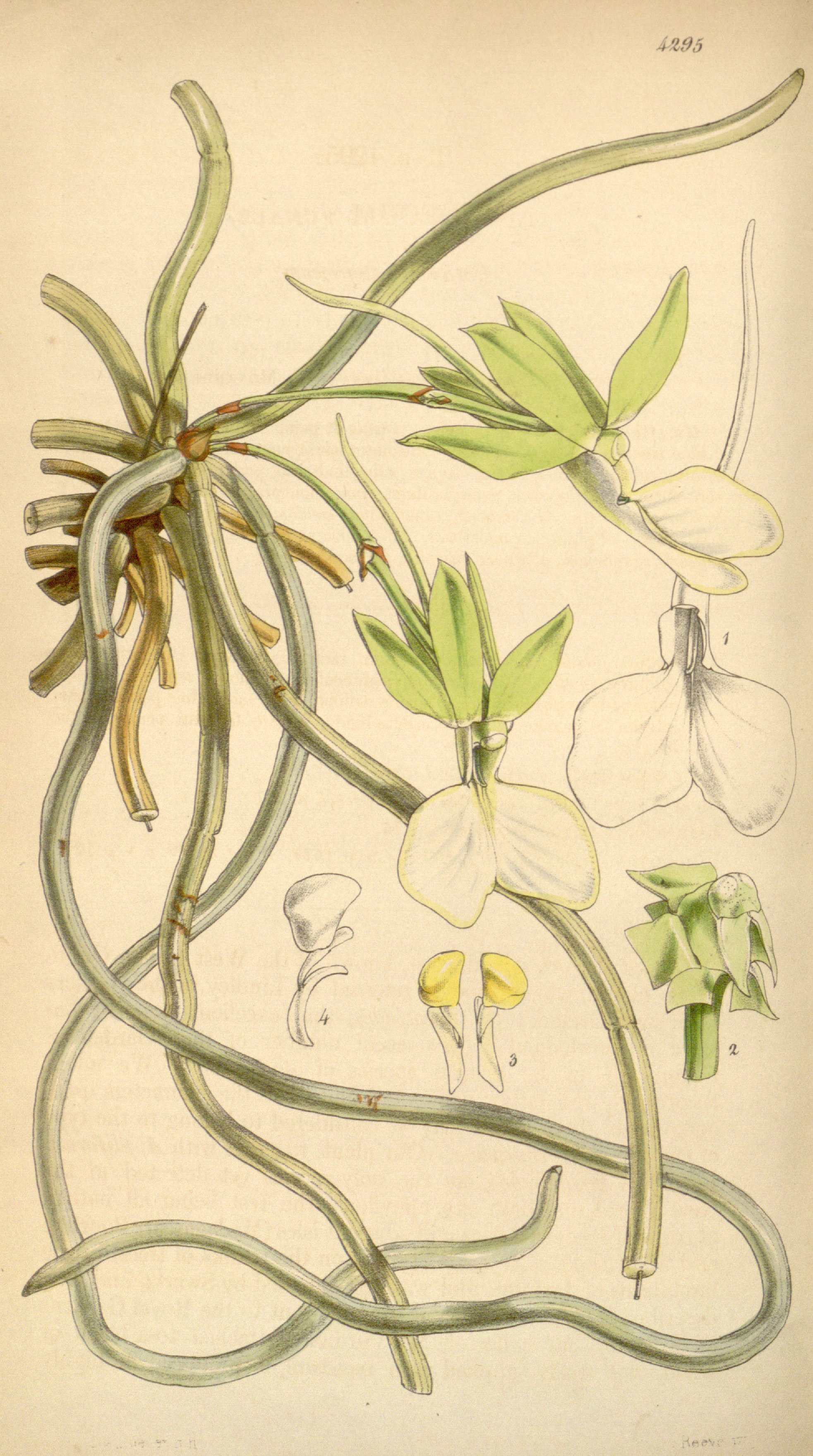

## Các Loài
Loài được chấp từ như tháng 6 năm 2014:
1. Dendrophylax alcoa - Cộng hòa Dominica
2. Dendrophylax barrettiae - Cộng hòa Dominica, Haiti, Jamaica, Cuba
3. Dendrophylax constanzensis - Cộng hòa Dominica
4. Dendrophylax fawcetti - Grand Cayman Island
5. Dendrophylax filiformis - Cộng hòa Dominica, Haiti, Jamaica, Cuba, Puerto Rico
6. Dendrophylax funalis - Jamaica
7. Dendrophylax gracilis - Cuba
8. Dendrophylax helorrhiza - Cộng hòa Dominica
9. Dendrophylax lindenii - Florida, Bahamas, Cuba
10. Dendrophylax macrocarpus - Cộng hòa Dominica
11. Dendrophylax porrectus - Mexico, El Salvador, Guatemala, Florida, Quần đảo Cayman, Cuba, Hispaniola, Jamaica, Puerto Rico
12. Dendrophylax sallei - Cộng hòa Dominica
13. Dendrophylax serpentilingua - Cộng hòa Dominica
14. Dendrophylax varius - Cuba, Haiti